# Komórki
Komórki is een plaats in het Poolse district  Kielecki, woiwodschap Święty Krzyż. De plaats maakt deel uit van de gemeente Daleszyce en telt 300 inwoners.